# Saint-Martin-de-Ré
Saint-Martin-de-Ré és un municipi francès situat al departament del Charente Marítim i a la regió de la Nova Aquitània. L'any 2007 tenia 2.588 habitants.

## Demografia

### Població
El 2007 la població de fet de Saint-Martin-de-Ré era de 2.588 persones. Hi havia 896 famílies de les quals 336 eren unipersonals (120 homes vivint sols i 216 dones vivint soles), 280 parelles sense fills, 200 parelles amb fills i 80 famílies monoparentals amb fills.
La població ha evolucionat segons el següent gràfic:
Habitants censats

### Habitatges
El 2007 hi havia 2.315 habitatges, 922 eren l'habitatge principal de la família, 1.347 eren segones residències i 46 estaven desocupats. 1.338 eren cases i 967 eren apartaments. Dels 922 habitatges principals, 420 estaven ocupats pels seus propietaris, 447 estaven llogats i ocupats pels llogaters i 55 estaven cedits a títol gratuït; 63 tenien una cambra, 121 en tenien dues, 230 en tenien tres, 249 en tenien quatre i 259 en tenien cinc o més. 565 habitatges disposaven pel capbaix d'una plaça de pàrquing. A 511 habitatges hi havia un automòbil i a 284 n'hi havia dos o més.

### Piràmide de població
La piràmide de població per edats i sexe el 2009 era:
| Homes | Edats   | Dones |
| ----- | ------- | ----- |
| 0     | 95 o +  | 8     |
| 4     | 90 a 94 | 48    |
| 24    | 85 a 89 | 36    |
| 20    | 80 a 84 | 40    |
| 56    | 75 a 79 | 64    |
| 64    | 70 a 74 | 48    |
| 56    | 65 a 69 | 64    |
| 88    | 60 a 64 | 68    |
| 120   | 55 a 59 | 100   |
| 136   | 50 a 54 | 88    |
| 140   | 45 a 49 | 84    |
| 156   | 40 a 44 | 72    |
| 108   | 35 a 39 | 76    |
| 132   | 30 a 34 | 32    |
| 152   | 25 a 29 | 64    |
| 64    | 20 a 24 | 48    |
| 52    | 15 a 19 | 72    |
| 52    | 10 a 14 | 44    |
| 60    | 5 a 9   | 24    |
| 20    | 0 a 4   | 32    |

## Economia
El 2007 la població en edat de treballar era de 1.732 persones, 874 eren actives i 858 eren inactives. De les 874 persones actives 776 estaven ocupades (406 homes i 370 dones) i 98 estaven aturades (33 homes i 65 dones). De les 858 persones inactives 150 estaven jubilades, 105 estaven estudiant i 603 estaven classificades com a «altres inactius».

### Ingressos
El 2009 a Saint-Martin-de-Ré hi havia 1.002 unitats fiscals que integraven 2.040 persones, la mediana anual d'ingressos fiscals per persona era de 19.627 €.

### Activitats econòmiques
Dels 422 establiments que hi havia el 2007, 1 era d'una empresa extractiva, 4 d'empreses alimentàries, 1 d'una empresa de fabricació de material elèctric, 2 d'empreses de fabricació d'elements pel transport, 12 d'empreses de fabricació d'altres productes industrials, 24 d'empreses de construcció, 165 d'empreses de comerç i reparació d'automòbils, 5 d'empreses de transport, 63 d'empreses d'hostatgeria i restauració, 7 d'empreses d'informació i comunicació, 20 d'empreses financeres, 41 d'empreses immobiliàries, 38 d'empreses de serveis, 23 d'entitats de l'administració pública i 16 d'empreses classificades com a «altres activitats de serveis».
Dels 95 establiments de servei als particulars que hi havia el 2009, 1 era una oficina d'administració d'Hisenda pública, 1 gendarmeria, 1 oficina de correu, 6 oficines bancàries, 3 tallers de reparació d'automòbils i de material agrícola, 1 taller d'inspecció tècnica de vehicles, 1 autoescola, 4 paletes, 3 guixaires pintors, 3 fusteries, 2 lampisteries, 4 electricistes, 2 empreses de construcció, 6 perruqueries, 1 veterinari, 1 agència de treball temporal, 34 restaurants, 19 agències immobiliàries, 1 tintoreria i 1 saló de bellesa.
Dels 94 establiments comercials que hi havia el 2009, 2 eren supermercats, 1 una gran superfície de material de bricolatge, 2 botiges de menys de 120 m², 3 fleques, 1 una carnisseria, 1 una botiga de congelats, 2 peixateries, 3 llibreries, 48 botigues de roba, 13 botigues d'equipament de la llar, 4 sabateries, 1 una botiga de mobles, 6 botigues de material esportiu, 2 perfumeries, 4 joieries i 1 una floristeria.
L'any 2000 a Saint-Martin-de-Ré hi havia 6 explotacions agrícoles que ocupaven un total de 54 hectàrees.

## Equipaments sanitaris i escolars
El 2009 hi havia 1 hospital de tractaments de curta durada, 1 hospital de tractaments de mitja durada (seguiment i rehabilitació), 1 centre d'urgències, 2 farmàcies i 2 ambulàncies.
El 2009 hi havia 1 escola maternal i 1 escola elemental. Saint-Martin-de-Ré disposava d'un col·legi d'educació secundària amb 581 alumnes.

## Poblacions més properes
El següent diagrama mostra les poblacions més properes.

## Personatges il·lustres
- Émile-Arthur Thouar (1853- v. 1898?), explorador